# Liliane Abreu
Liliane Abreu (Macapá),  é uma política brasileira, filiada ao PV. 
Nas eleições de 2022, foi eleita deputada estadual pelo AP.
Liliane é esposa do prefeito de Tartarugalzinho, Bruno Mineiro.